# Joris Ruijs
Joris Ruijs (Rotterdam, 1991) is een Nederlandse professionele pokerspeler. Vanaf zijn 18e was hij al aan de online pokertafels te vinden. Pas op 24-jarige leeftijd kwam zijn eerste live overwinning, in de € 3.250 High Roller van de Rotterdam Poker Series, waar hij heads-up afrekende met Ruben Visser.

## Selectie van live resultaten
| Jaar | Toernooi                                                                    | Plaats | Prijs     | Uitslag |
| ---- | --------------------------------------------------------------------------- | ------ | --------- | ------- |
| 2016 | € 3,000 + 250 NLH High Roller - Rotterdam Poker Series                      | 1      | € 53.104  |         |
| 2016 | € 1,800 + 200 NLH WPT Turbo - WPT Amsterdam                                 | 1      | € 25.143  |         |
| 2016 | € 1,100 NLH High Roller - WaSOP VII, Namur                                  | 1      | € 26.112  |         |
| 2016 | € 1,000 + 80 NLH Freeze-out - Master Classics Of Poker, Amsterdam           | 1      | € 36.003  |         |
| 2017 | $ 10,000 NLH Main Event - 48th World Series of Poker, Las Vegas             | 222    | $ 46.096  |         |
| 2017 | € 10,000 + 300 NLH High Roller - Master Classics Of Poker, Amsterdam        | 1      | € 206.242 |         |
| 2018 | € 1,100 NLH EPT National - EPT Barcelona                                    | 14     | € 34.650  |         |
| 2018 | € 2,200 NLH - EPT Barcelona                                                 | 1      | € 260.050 |         |
| 2018 | € 10,300 NLH - High Roller - EPT Barcelona                                  | 1      | € 488.819 |         |
| 2018 | € 5,300 NLH - EPT Main Event - EPT Prague                                   | 30     | € 23.740  |         |
| 2019 | € 1,400 + 100 NLH Main Event - The Patrik Antonius Poker Challenge, Tallinn | 1      | € 57.200  |         |
| 2019 | € 9,500 + 300 NLH High Roller - Master Classics of Poker, Amsterdam         | 2      | € 109.658 |         |
| 2022 | $ 3,000 + 300 NLH Main Event - Merit Poker Series, Kyrenia                  | 1      | $ 294.510 |         |
| 2022 | € 5,200 NLH Mystery Bounty - EPT Barcelona                                  | 4      | € 170.440 |         |
| 2022 | € 5,300 NLH EPT Main Event - EPT Barcelona                                  | 81     | € 20.480  |         |
| 2023 | € 25,000 NLH - EPT Paris                                                    | 3      | € 118.500 |         |
| 2023 | $ 24,500 + 500 NLH PSPC - Bahamas, Nassau                                   | 22     | $ 123.600 |         |
| 2023 | $ 3,185 + 315 NLH Wynn Summer Classic, Las Vegas                            | 44     | $ 29.239  |         |
| 2023 | $ 2,200 NLH Eureka HR - EPT Cyprus, Kyrenia                                 | 4      | $ 153.950 |         |
| 2023 | $ 10,000 + 100 NLH 8-max WPT World Championship - Wynn, Las Vegas           | 1      | $ 359.099 |         |
| 2024 | $ 10,000 NLH Lucky Hearts Poker Open, Hollywood                             | 3      | $ 59.850  |         |
| 2024 | € 25,000 NLH - EPT Paris                                                    | 6      | € 94.800  |         |

Hij verdiende tot en met november 2024 meer dan $ 3.700.000 in live-pokertoernooien (cashgames niet meegerekend).